# サーマルプリンター
サーマルプリンター (Thermal Printer) は、熱によって紙などの媒体に印刷を行なうプリンターの一種である。

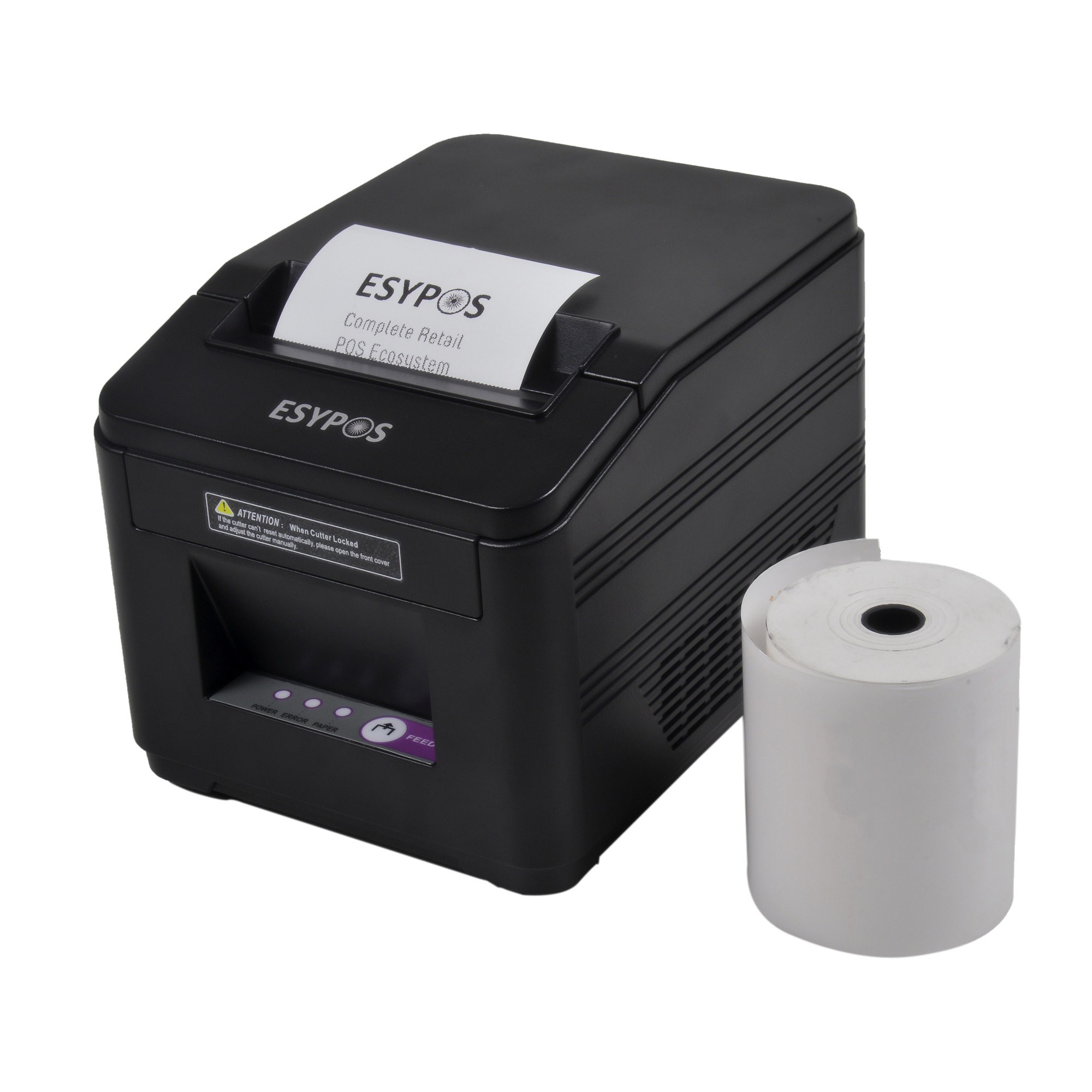
サーマルプリンター

## 概要
通電によってジュール熱を発生させる「サーマルプリントヘッド」を用いて印刷を行う。
同じ「サーマルプリントヘッド」を使用する物であっても、媒体に図像を転写する方式によっていくつか種類がある。一般的に「サーマルプリンター」と言った場合、専用の感熱紙に直接プリントヘッドを押し当てて印刷を行う（インクリボンを使わない）「直接感熱記録印刷」方式を用いた「直接感熱記録式プリンター（ダイレクトサーマルプリンター）」の事を指す場合が多いが、インクが塗布されたインクリボンにプリントヘッドを押し当てて紙などの媒体にインクを飛ばすことで印刷する（インクリボンを使用する）「熱転写プリンター」の事を指す場合もある。
「熱転写プリンター」とは、インクリボンに塗布されたインクをサーマルヘッドの熱でメディアに転写することで印刷する「熱転写印刷」方式を用いたプリンターである。一般に市販されている「熱転写プリンター」は2種類あり、熱溶性顔料インクが塗布されたインクリボンにサーマルプリントヘッドを押し当て、インクを熱で溶融させて紙に飛ばすことで転写する「溶融型熱転写印刷」方式を用いた「溶融型熱転写プリンター（熱溶融型プリンター）」と、昇華性染料インクが塗布されたインクリボンにサーマルプリントヘッドを押し当て、インクを熱で昇華させて紙に転写する「染料昇華熱転写印刷」方式を用いた「昇華型熱転写プリンター（昇華プリンター）」がある。
- 信頼性の高さから、レシートプリンターとして使われる直接感熱記録式プリンター
- 表現力の高さから、フォトプリンターとして使われる昇華型熱転写プリンター
- 普通紙への印刷が可能なことから、FAXのプリンターとして使われる溶融型熱転写プリンター

- サーマルプリントヘッド
- サーマルプリントヘッドの拡大図。発熱素子（ヒートエレメント）が細かく並んでいる
- サーマルプリントヘッドと紙送りローラー（プラテンローラー）の間に感熱紙を挟み込んで印刷する
- インクリボンを使う方式。高価だが、印字が消える心配がなくて安心である

## 利用
サーマルプリントヘッドはコンパクトで信頼性が高く、安価で、インクジェットプリントヘッドと比べてノズルにインクが詰まる心配もないことが評価され、サーマルプリンターは家庭用・業務用として広く使われている。
サーマルプリンターの中でも、直接感熱記録式プリンターはインク（インクリボン）すら必要ないので、プリンターの部品点数が少ないことによる信頼性、廉価性、コンパクト性の利点が大きく、バーコードや値段などを印刷して商品に貼り付ける携帯型のラベルプリンターや、レジのレシートプリンターなど幅広く使われている。プリンターにリチウムイオン電池とBluetoothを搭載し、スマホと一緒に持ち運べて写真を撮ったその場で印刷できる小型軽量のモバイルプリンターや、プリンター内蔵のインスタントカメラとしても利用されている。フルカラー印刷に対応したプリンターの場合、専用紙が高価であるが、モノクロ印刷に対応したプリンターの場合、汎用のロール紙（通称レジロール、レシートロール）が使えて非常に安価であるため、玩具のプリンターや、プリンターとレジロール紙を内蔵したトイカメラも販売されている。
溶融型熱転写プリンターは安価でコンパクトなことと、普通紙への印刷ができることから、家庭用としてはFAXのプリンターとして主に使われている。また、顔料インクを使うため、「インク滲みが発生しない」という利点と、耐水性・対候性を生かし、ラベルプリンターとしても使われている。業務用では、バーコードラベルプリンターや、消費期限の印字などに主に使われている。ただしフルカラー印刷を行う場合、溶融型熱転写方式では染料インクと違って顔料インクを用いるため、サーマルヘッドの発熱素子ごとにインクを「飛ばす」か「飛ばさない」の2択となり、サーマルヘッドの解像度では表現力が低すぎるのと、色の原色ごとに1色づつ印刷する必要があり、紙がプリンターを往復する際に色ズレが起きやいという欠点などがあるため、写真印刷の品質が重視される用途では不向きで、家庭用のフルカラープリンターとしては販売されていない。2000年代まではパソコン用のフルカラープリンターとして販売されている製品もあり、特にアルプス電気のマイクロドライプリンタシリーズは1990年代当時は競合の印刷方式を上回る解像度を持っていたことで、長らく一定のシェアがあったが、1990年代から2000年代にかけて家庭用インクジェットプリンターの性能が向上するとともに解像度の利点は無くなり、販売不振の為に2010年5月末で販売を終了した。マイクロドライプリンタは用途に応じてインクリボンの色を好きな色に変更することができ、競合の家庭用プリンターでは不可能な特色印刷（白色、金色など）が可能だったことから、模型のデカールを印刷したりするのに用いるホビーストのファンも多かった。
染料昇華型熱転写プリンターは、顔料インクと違って染料インクを使うため、サーマルプリントヘッドの温度を変化させてインクの量を自由にコントロールできる表現力の高さを生かして、フォトプリンターとして主に使われている。インクジェットのフォトプリンターと比べて消費電力が低いため、モバイルプリンターとしても適しているが、インクリボンのコストが高いという欠点がある。2010年代以降にはインクジェットヘッドの品質向上もあって、インクジェットプリンター大手のキヤノンやエプソンがインクジェットプリンターで業務用フォトプリンター市場に攻勢をかけていることもあり、業務用としてはインクジェットヘッドを使ったインクジェットプリンターに次第に置き換えられつつある。しかしサーマルヘッドはコンパクトで信頼性が高いので、フォトキオスク（証明写真機やプリクラ）のプリンターは昇華型熱転写プリンターである。
なお、写真印刷業界において、「サーマルプリンター」はしばしば「昇華プリンター（染料昇華型熱転写プリンター）」と同じ意味で使われるが、業務用の「染料昇華プリンター」市場全体を見た場合では、昇華熱転写プリンター（サーマルプリンター）は昇華プリンターの方式の一つに過ぎない。染料昇華印刷方式には、印刷対象に直接印刷する「直接昇華」方式（ダイレクト方式）と、インクジェットプリンターなどで紙に印刷した図像をホットプレス機を使って布に再転写する「昇華再転写」方式があり（ノベルティTシャツやマグカップなどのグッズを手掛ける小規模な印刷屋で主流）、また、ダイレクト方式の中にも、サーマルプリントヘッドを用いて対象に印刷と当時に定着させる「昇華熱転写ダイレクト印刷」方式以外に（写真印刷、カード印刷、名刺印刷などで主流）、インクジェットプリントヘッドなどで布にダイレクトに印刷した後でヒーターで昇華処理を行うことで定着させる「ダイレクト昇華インク」方式（大量の印刷を行うアパレル業界で主流で、布の感触を残しつつ鮮やかな印刷画質が得られる昇華印刷のメリットとともに、従来は産廃処理していた大量の転写紙が出ないメリットがある）などの手法がある。2010年代以降のプロフェッショナルプリンティング市場においては、フォトプリンターの市場が縮小している一方で、アナログ印刷からデジタル印刷への転換が始まったサイネージ/テキスタイル/ラベルプリンターの伸びが著しく、エプソンやHPなどのインクジェットフォトプリンター大手も続々と参入しつつあることから、業務用の「昇華印刷（昇華プリンター）」がすなわち「感熱印刷（サーマルプリンター）」であるとは必ずしも言えなくなっている。
- 直接感熱記録式プリンターは特に廉価でコンパクトにできるので、玩具のプリンターとしても販売されている。ちなみに任天堂 ポケットプリンタ（1998年発売）は汎用の38mmロール紙対応で、純正の用紙の供給が途絶えた後も印刷が可能
- ラベルプリンターとして販売されている溶融型熱転写プリンター（キングジム テプラ PRO）。インクリボンを使う分、直接感熱記録式（テプラ Lite）と比べてランニングコストが高価になるが、印字が消える心配がない
- 染料昇華型熱転写プリンターを内蔵したPhoto-Meの証明写真機ブース。2010年代以降、業務用写真プリンターではインクジェットの普及が進んでいるが、サーマルプリンターはコンパクトで信頼性が高いので、フォトキオスクに適している

## 近年の傾向
2019年現在、日本の家庭用サーマルプリンタ市場はキヤノンがほぼ独占しており、特に直接感熱記録式プリンターであるキヤノンのiNSPiCシリーズが圧倒的なシェアを持っている。もともとキヤノンは2017年まで昇華型熱転写プリンターの「SELPHY」シリーズでフォトプリンタ市場トップだったが、2018年に発売した直接感熱記録方式（ZINK (Zero Ink)方式を採用）の「iNSPiC PV-123」がSELPHYシリーズを遥かに上回る大ヒットとなり、２L判以下のインクジェットプリンタを含めたフォトプリンタ市場全体を含めた場合でも、2018年発売の「iNSPiC PV-123」1機種だけで日本における市場シェアが5割に上る。主に、フォトプリンターと言うよりもスマホ対応のシール印刷機として使われているとのこと。
また、白黒印刷のみだが、トナーやインクカートリッジを使うことなく印刷できるタイプであるこのプリンターの種類は、トナーなどを使うものと比べはるかに少ないが、2024年現在でもブラザーなどが家電量販店などで販売している。

## サーマルプリントヘッドのメーカー
1970年代のプリンタ電卓（プリンターを搭載した電卓で、キャッシュレジスターシステムが普及する前にはレジ代わりとしても使われていた）時代から1980年代のファックス時代にかけて、日本メーカー各社がサーマルプリンタの品質向上にしのぎを削った経緯から、サーマルプリンターは伝統的に日系企業が強く、サーマルプリントヘッドの市場シェアは2021年現在、京セラが最大手で、ロームが2位、山東華菱電子（三菱電機のサーマルプリントヘッド事業を継承した山東省の中日合弁企業で、三菱と伊藤忠商事が合わせて5割の株を持つ）が3位、以下、アオイ電子、東芝ホクト電子、ミタニマイクロニクスと、日系メーカーだけで市場をほぼ独占している。京セラのサーマルプリントヘッドの発熱抵抗膜の生成に使われるスパッタリングターゲット材料を供給している高純度化学研究所によると、京セラのサーマルプリントヘッドは綺麗で速いため、特にコンビニのレシートプリンターにおける京セラのサーマルプリントヘッドのシェアは5割に上るとのこと。なお、京セラとロームの世界シェアはほぼ同じで、ロームも「トップメーカー」を主張している。